# Kotovice
Kotovice település Csehországban, a Dél-plzeňi járásban. Kotovice Chotěšov, Ves Touškov, Stod, Lochousice és Přehýšov településekkel határos. Lakosainak száma 298 fő (2024. január 1.).

## Népesség
A település lakosságának változását az alábbi diagram mutatja:
| Lakosok száma | 384  | 529  | 609  | 362  | 289  | 264  | 319  | 310  | 299  | 298  |
|               | 1869 | 1890 | 1921 | 1950 | 1980 | 2001 | 2017 | 2019 | 2022 | 2024 |